# Þorsteinn Eiríksson
Þorsteinn Eiríksson (* spätes 10. Jahrhundert; † um 1006 in Grönland) war ein Wikinger. Er war ein Bruder von Leif Eriksson sowie Sohn Eriks des Roten.

## Leben
Das Leben von Þorsteinn Eiríksson ist in den beiden Vinland-Sagas, der Eiríks saga rauða und der Grænlendinga saga, überliefert.
Þorsteinn war der Sohn von Erik dem Roten (Eiríkr inn rauði) und dessen Frau Þjóðhildr und somit der Bruder von Leif Eriksson (Leifr Eiríksson), Þorvaldr Eiríksson und Freydís Eiríksdóttir. Freydís und möglicherweise auch Þorvaldr waren der Eiríks saga rauða zufolge nicht die Kinder Þjóðhildrs und somit nur Þorsteinns und Leifs Halbgeschwister.
Die beiden Sagas widersprechen sich stark. Der Eiríks saga rauða zufolge war Þorsteinn der tüchtigste Mann in ganz Grönland und lebte bei seinem Vater in Brattahlíð, während sein Bruder Leif nach Europa gereist war. Nachdem Leif auf der Rückreise Vinland entdeckt hatte, beschloss Þorsteinn mit seinem Vater das unbekannte Land zu erforschen. Sie reisten im Sommer ab, wurden aber gen Osten nach Island und Irland abgetrieben und kamen ergebnislos im Winter wieder in Grönland an. Der Grænlendinga saga zufolge war es sein Bruder Þorvaldr, der nach Leifs Rückkehr versucht hatte Vinland zu erreichen, aber auf der Expedition getötet wurde, woraufhin Þorsteinn die Leiche seines Bruders bergen wollte. In beiden Sagas heiratete Þorsteinn die verwitwete Guðríðr Þorbjarnardóttir. Der Eiríks saga rauða zufolge lebte Þorsteinn jetzt in der Vestribyggð auf einem Hof im Lysufjǫrðr. In der Grænlendinga saga versuchte Þorsteinn hingegen von der Eystribyggð aus Vinland zu erreichen, aber mit 25 Mann und seiner Frau wurden sie nach Monaten auf See in den Lysufjǫrðr abgetrieben und überwinterten dort. Dort brach kurz darauf eine Epidemie aus, der zahlreiche Bewohner erlagen, darunter Þorsteinn. Er erwachte jedoch in derselben Nacht noch einmal von den Toten, um mit seiner Frau zu sprechen und ihr eine Prophezeiung zu machen. Seine Leiche wurde anschließend in die Eystribyggð gebracht, wo er begraben wurde. Diese Geschehnisse werden etwa auf das Jahr 1006 datiert.